# Potrero de la Mula
Potrero de la Mula är en ort i Mexiko.   Den ligger i kommunen Tequila och delstaten Jalisco, i den centrala delen av landet, 500 km väster om huvudstaden Mexico City. Potrero de la Mula ligger 1 166 meter över havet och antalet invånare är 101.
Terrängen runt Potrero de la Mula är huvudsakligen kuperad, men åt nordost är den bergig. Runt Potrero de la Mula är det ganska tätbefolkat, med 83 invånare per kvadratkilometer. Närmaste större samhälle är Tequila, 2,2 km söder om Potrero de la Mula. I omgivningarna runt Potrero de la Mula växer huvudsakligen savannskog.